# Kazimierz Kwilecki
Kazimierz Kwilecki herbu Byliny (ur. 1 września 1863 w Paryżu, zm. 18 maja 1935 w Warszawie) – polski hrabia, ziemianin, działacz społeczny, właściciel majątku Gosławice i Grodziec.

## Życiorys
Był synem Mieczysława Kwileckiego herbu Byliny i Marii Mańkowskiej herbu Zaremba (od strony matki spokrewniony ze Stanisławem Mańkowskim). Pierwsze lata życia spędził w Paryżu, a następnie w rodzinnym Oporowie. Ukończył gimnazjum w Berlinie, a następnie służył w pruskiej armii (uzyskał stopnień porucznika). W 1906 roku otrzymał tytuł szambelana papieskiego.
Był najbogatszym spośród właścicieli ziemskich z powiatu konińskiego. Jego dobra liczyły 11 330 hektarów.
Od 1893 roku mieszkał w pałacu w Grodźcu. Wprowadził na terenie majątku Grodziec nowoczesne metody gospodarowania, zyskując tym samym miano dobrego gospodarza.
Był jednym z czołowych plantatorów buraków cukrowych, hodowcą ziemniaków oraz jednym z inicjatorów zawiązania Towarzystwa Akcyjnego Cukrowni i Rafinerii „Gosławice”, odpowiedzialnego za powstanie cukrowni na terenie jego folwarku Pątnów-Łężyn. Zwolennik unarodowienia handlu i przemysłu. Zaangażowany w działalność Związku Ziemian (w latach dwudziestych członek Komisji Rewizyjnej Związku Ziemian). Zwolennik wykorzystania Kanału Morzysławskiego do realizacji projektu budowy dróg wodnych łączących Morze Bałtyckie z Czarnym.
Zmarł 18 maja 1935 roku w Warszawie. Spoczywa na cmentarzu w Gosławicach.

## Życie prywatne
W 1893 roku wziął ślub z Marią Karską herbu Jastrzębiec. Miał z nią dwóch synów: Mieczysława i Stanisława. W 1933 roku sporządził testament, według którego majątek Gosławice otrzymał najstarszy syn – Mieczysław, a Grodziec – Stanisław.